# José Ignacio Llorens
José Ignacio Llorens Torres, né le 16 mai 1943, est un homme politique espagnol membre du Parti populaire (PP).
Il est élu député de la circonscription de Lleida lors des élections générales d'octobre 1982.

## Biographie

### Profession
Il est fonctionnaire de carrière et ingénieur agronome supérieur. Il a été professeur à l'école d'ingénieurs agronomes de Lérida.

### Activités politiques
Il a été président provincial du Parti populaire de Lérida de 1989 à 1993 et député au Parlement de Catalogne de 2001 à 2003. Il a été président de commission au Congrès pour la Xe législature.
Le 26 juin 2016, il est élu député pour Lleida au Congrès des députés.